# Pacific Cup
Ne doit pas être confondue avec la Coupe Océanie 2019, compétition organisée sous forme de championnat, avec un système de promotion et relégation
La Pacific Cup (Coupe du Pacifique en français) est une compétition internationale de rugby à XIII opposant des équipes nationales du continent océanien.
Ce tournoi a été créé en 1974 par Keith Gittoes de la New South Wales Rugby League. Cette compétition a été organisée par deux fois dans les années 1970, mais n'a pas été reconduite à cause de coût élevé. Elle renait à la fin des années 1980 et a lieu tous les 2 ans jusqu'en 1997. La Pacific Cup fait son retour en 2004, à l'initiative de la fédération néo-zélandaise.
En 2008, après la coupe du monde, la fédération internationale annonce une nouvelle édition pour 2009. Dorénavant, le vainqueur de la coupe sera qualifié pour jouer la Four Nations.
La Papouasie-Nouvelle-Guinée a accueilli la dernière édition en 2009 qui voit s'affronter les Iles Cook, les Fidji, la Papouasie-Nouvelle-Guinée, les Samoa et les Tonga.

## Palmarès
| Années | Vainqueurs       | score | Finalistes            | Lieu                            |
| 1974   | Maori            | 38-13 | Papouasie             | Lloyd Robson Oval, Port-Moresby |
| 1977   | Maori            | 35-12 | Australie Occidentale | Rotorua                         |
| 1988   | Maori            | 19-16 | Samoa                 | Apia                            |
| 1990   | Samoa            | 26-18 | Maori                 | Carlaw Park, Auckland           |
| 1992   | Samoa            | 18-14 | Tonga                 |                                 |
| 1994   | Tonga            | 34-11 | Fidji                 | Suva                            |
| 1997   | Nouvelle-Zélande | 20-15 | Maori                 |                                 |
| 2004   | Samoa            | 52-18 | Tonga                 | North Harbour Stadium, Auckland |
| 2006   | Tonga            | 22-4  | Fidji                 | Trusts Stadium, Auckland        |
| 2009   | Papouasie        | 42-14 | Îles Cook             | Lloyd Robson Oval, Port-Moresby |